# Montserrat Gibert Llopart
Montserrat Gibert i Llopart (Barcelona, 1948) va ser la primera alcaldessa de Sant Boi de Llobregat, i la segona alcalde des de la transició espanyola. Va assumir el càrrec el 1987, en substitució de Xavier Vila, i va abandonar-lo el 2007, moment en què va ocupar el càrrec Jaume Bosch i Pugès.
Gibert va estudiar a la Universitat Autònoma de Barcelona, i es va traslladar a Sant Boi el 1971 per dedicar-se a l'educació. Juntament amb professorat de la ciutat del Baix Llobregat va establir una escola cooperativa, l'Escola Barrufet. També va participar en l'establiment del Col·lectiu d'Escoles per l'Escola Pública Catalana (CEPEPC). El 1982 es va afiliar al Partit dels Socialistes de Catalunya (PSC) in 1982.